# Chiesa delle Anime del Purgatorio (Trapani)
La chiesa delle Anime del Purgatorio è una chiesa che prospetta sulla piazzetta Purgatorio, lungo la via San Francesco d'Assisi della città di Trapani.
Importante per il culto cattolico, è la sede durante l'anno dei "20 gruppi scultorei" della processione dei misteri, durante la settimana santa.

## Storia

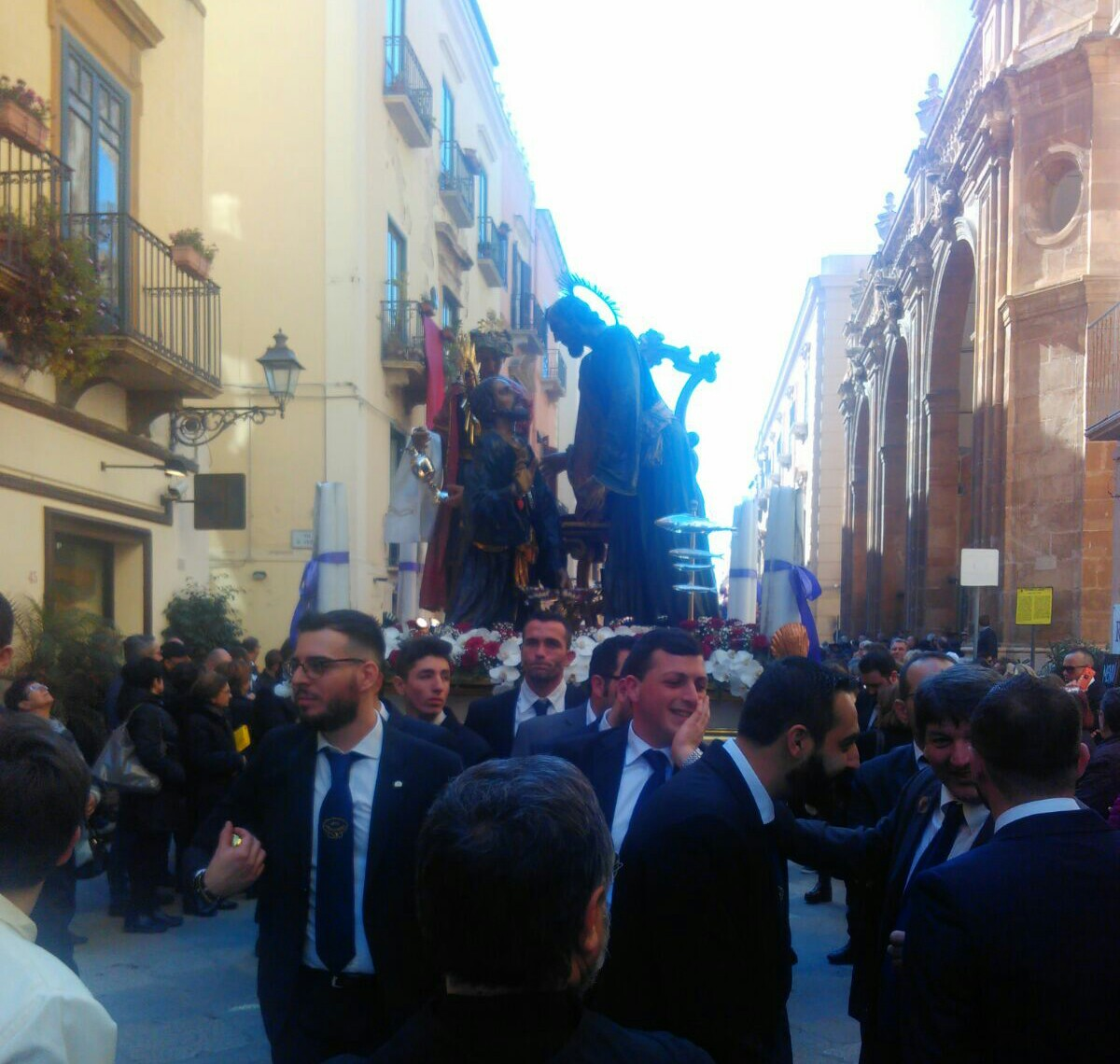
Uno dei gruppi dei Misteri di Trapani, custoditi nella chiesa.

### Epoca spagnola
Iniziata nel 1688 su progetto di don Pietro Castro, mentre la facciata, del 1712, si deve all'architetto trapanese Giovanni Biagio Amico che è sepolto nella chiesa, infatti a perenne memoria la Confraternita di San Michele Arcangelo, nel 1975, appose una lapide marmorea visibile sulla navata destra accanto alla sacrestia.

### Epoca contemporanea
Danneggiata durante i bombardamenti della seconda guerra mondiale, fu riaperta al culto nel 1962. Al suo interno custodisce durante l'anno i 20 Gruppi sacri della secolare Processione dei Misteri di Trapani.

## Descrizione

### Facciata
È divisa in due ordini e adornata da dodici statue in pietra stuccata raffiguranti i dodici Apostoli e Gesù, opere realizzate da Alberto Orlando. Lo slancio della parte centrale, più alta e il movimento nell'ordine inferiore sviluppa gli effetti dinamici dell'architettura barocca, discostandosi dalla moda neoclassicista imperante.

### Interno
All'interno la pianta è a croce latina ripartito in tre navate per mezzo di colonne. Le navate laterali ospitano tre cappelle con altrettanti altari ciascuna. Transetto con cappelle alle estremità di ogni braccio, absidiole minori, presbiterio rialzato e balaustrato.

## Opere
- XVII secolo, Passione di Gesù Nazareno, ciclo di sei dipinti, opere di Giuseppe Felici. Documentato nella chiesa di Sant'Alberto, la raccolta è proveniente dall'Oratorio del Collegio dei Gesuiti.[8]
- XVIII secolo, San Giuseppe e San Lorenzo su temi della Purificazione delle Anime, dipinti a guazzo, opere documentate nel presbiterio di Domenico La Bruna.[9]
- XVIII secolo, San Gaetano che contempla l'umanità di Gesù Cristo, dipinto, opera documentata di Giuseppe Felice.[10]
- ?, Madre Pietà dei Massari, opera custodita nell'absidiola destra.

## Galleria d'immagini

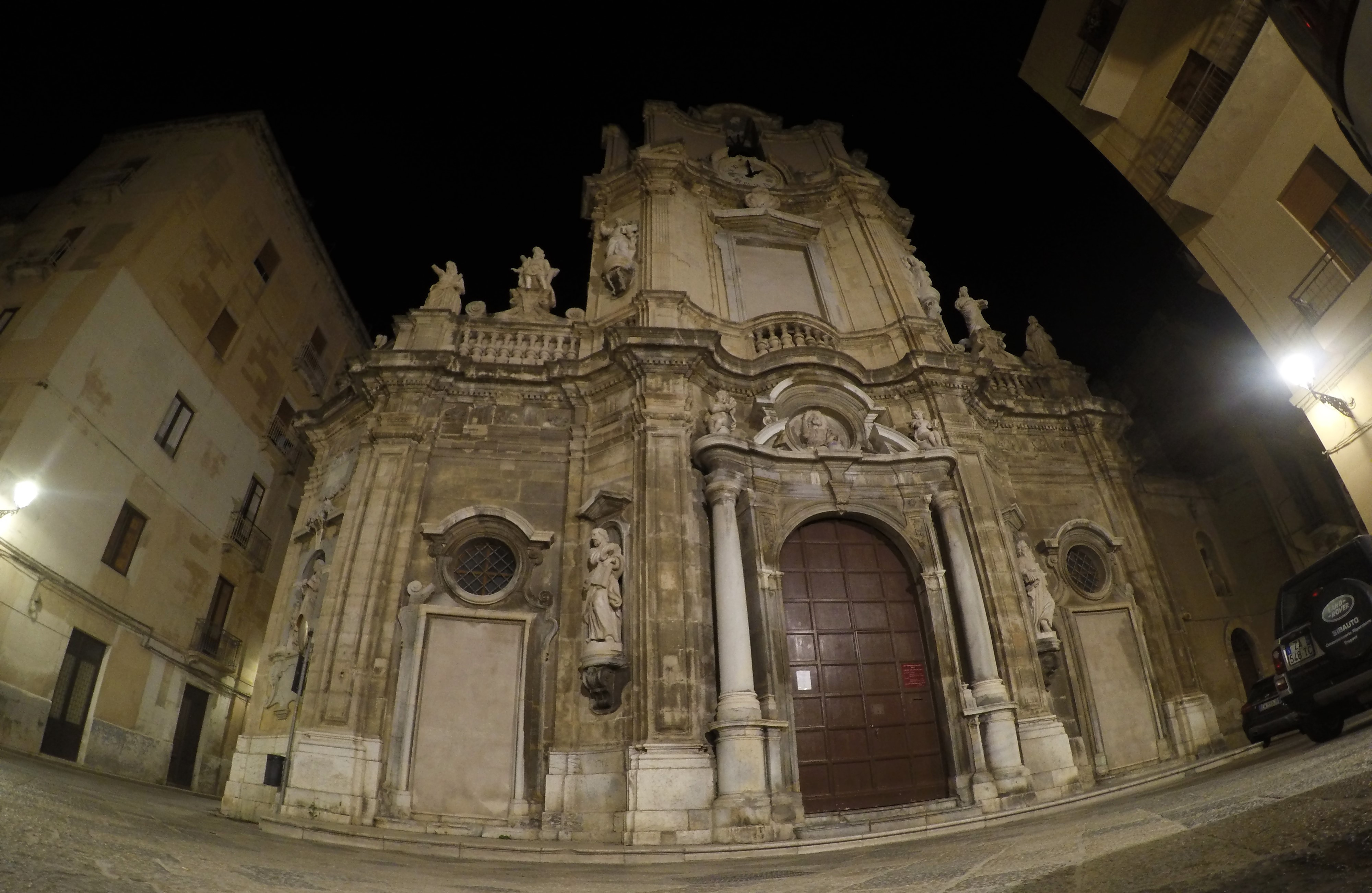
La facciata
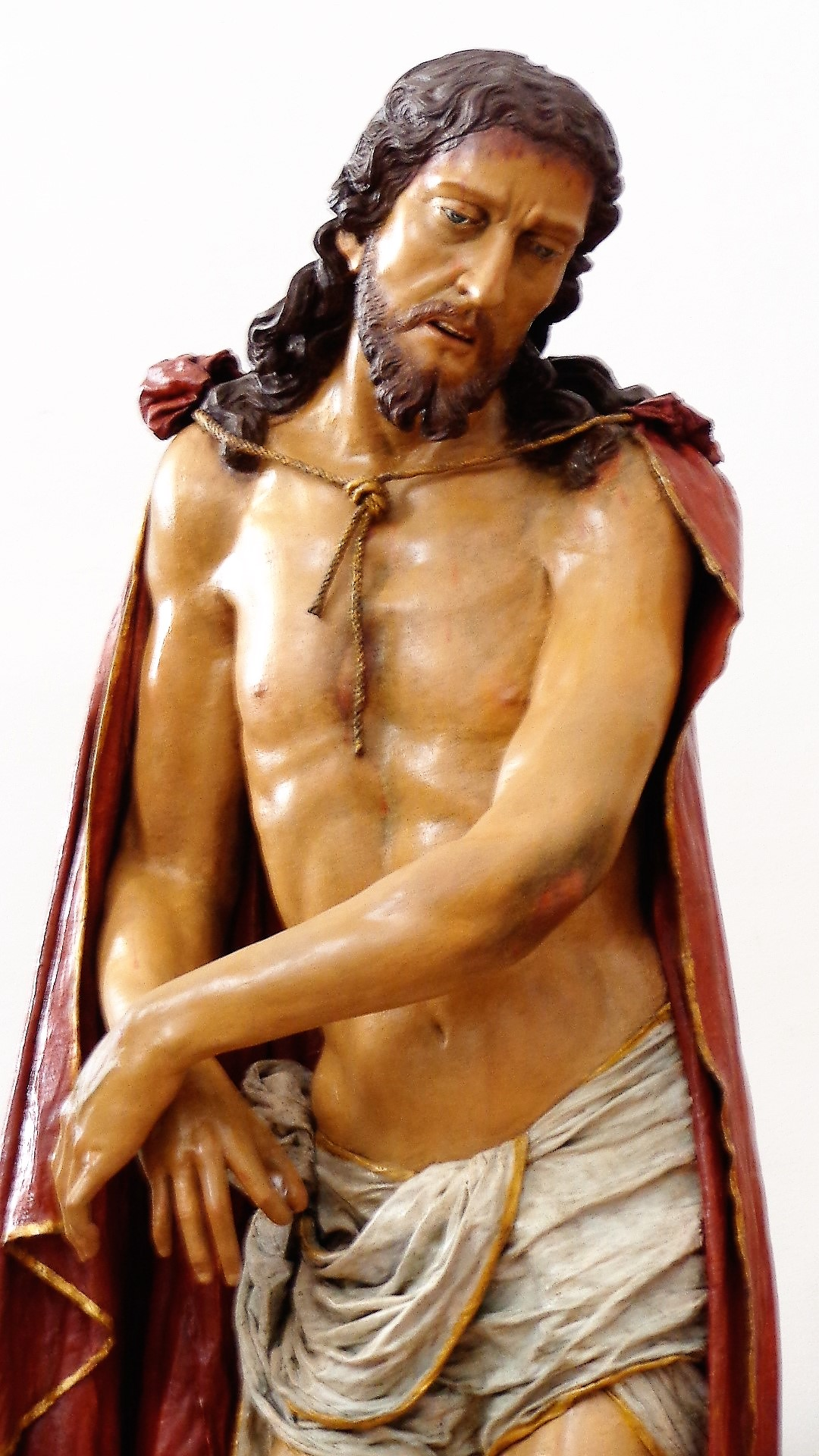
Particolare di un gruppo statuario
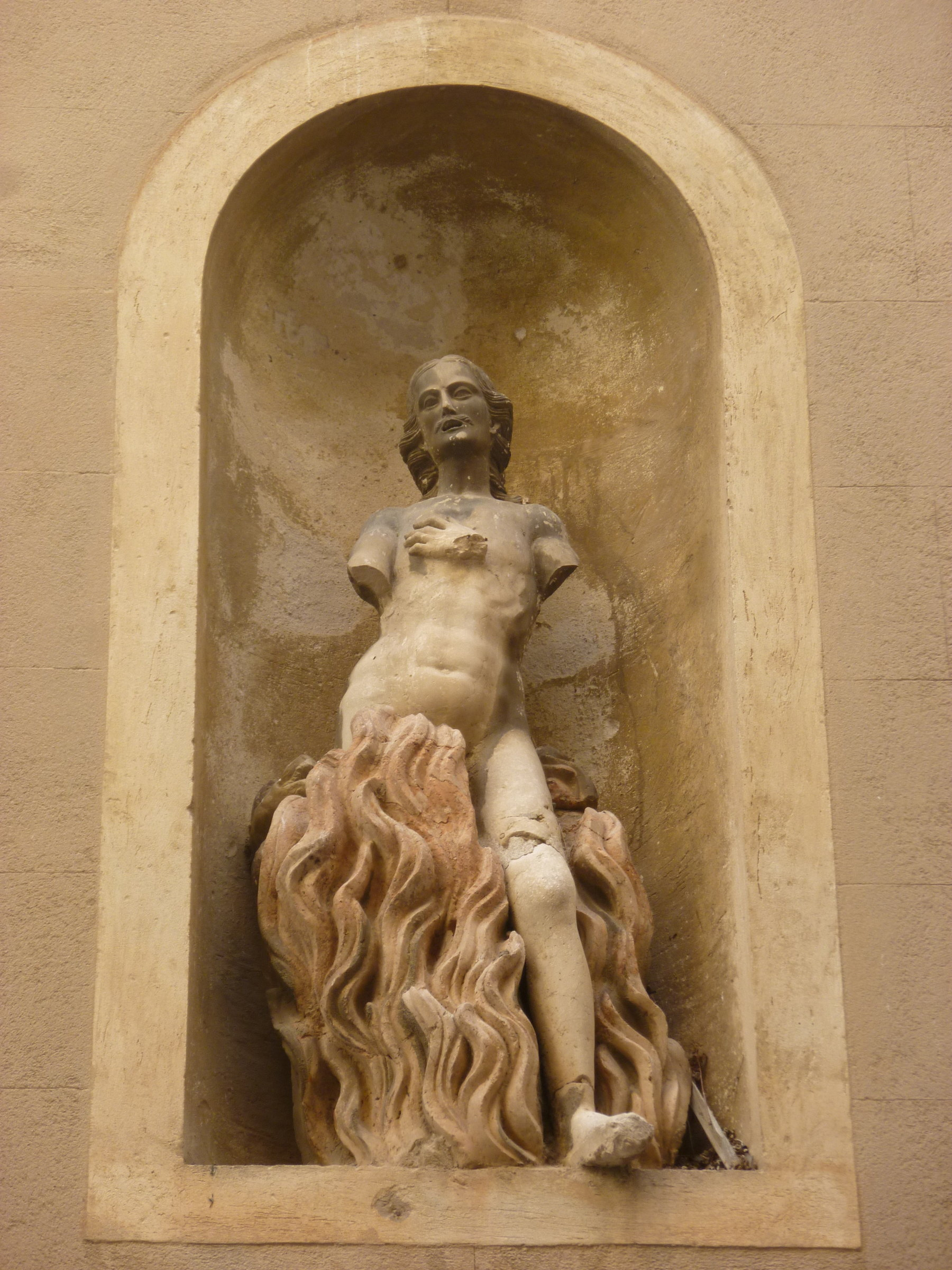
Particolare di una nicchia della facciata
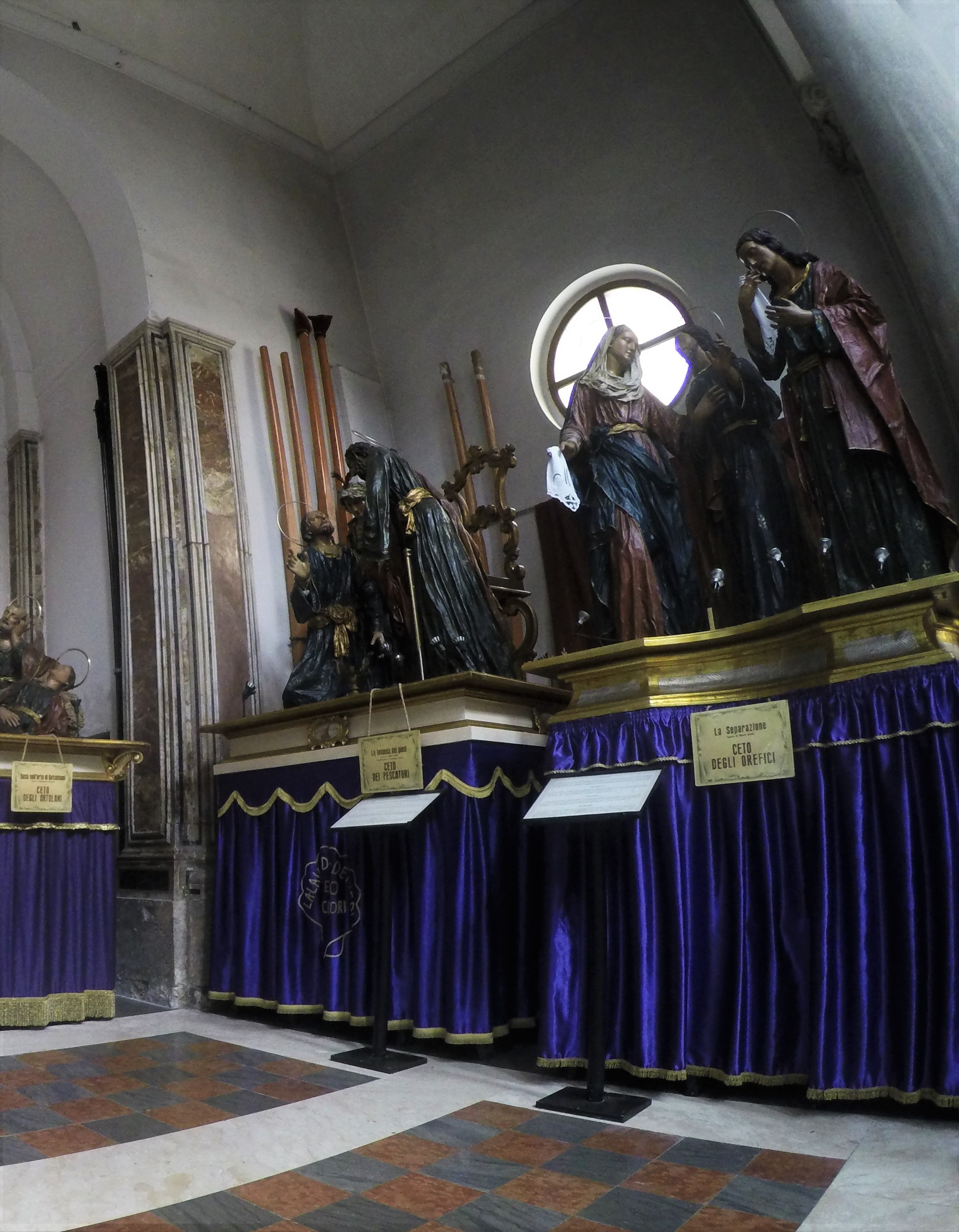
Gruppi dei Misteri, custoditi all'interno